# Feldflieger-Abteilung 34
Feldflieger-Abteilung Nr. 34 – FFA 34 (Polowy oddział lotniczy nr 34) – jednostka obserwacyjna i rozpoznawcza lotnictwa niemieckiego Luftstreitkräfte z początkowego okresu I wojny światowej.

## Informacje ogólne
Jednostka została utworzona w pierwszym miesiącu I wojny światowej, w dniu 22 sierpnia 1914 roku we Fliegerersatz Abteilung Nr. 3 i weszła w skład większej jednostki 3 Kompanii Batalionu Lotniczego Nr 3. Jednostka uczestniczyła w walkach na froncie zachodnim.
15 stycznia 1917 roku jednostka została przeformowana i zmieniona we Fliegerabteilung 265 (Artillerie) – (FA A 265).
W jednostce służyli m.in. Karl Deilmann.

## Dowódcy eskadry
| Stopień | Nazwisko   | Okres |
| ------- | ---------- | ----- |
|         | Hugo Geyer |       |